# (5662) Wendycalvin
(5662) Wendycalvin (1981 EL4) – planetoida z grupy pasa głównego asteroid okrążająca Słońce w ciągu 5,18 lat w średniej odległości 2,99 j.a. Odkryta 2 marca 1981 roku.